# Tin Brubnjak
Tin Brubnjak (Opatija, 20. veljače 2001.) hrvatski je vaterpolist koji nastupa za VK Primorje EB iz Rijeke. Kapetan je prve momčadi riječkog kluba i član hrvatske vaterpolske reprezentacije.
Rođen je u Opatiji gdje je započeo svoju sportsku karijeru. Prošao je kompletnu školu plivanja i vaterpola u VK Opatija, uključujući natjecateljske kategorije sve do mlađih juniora. Izuzetak u njegovom razvoju predstavlja činjenica da je seniorski debi u 1.B ligi ostvario već sa 14 godina, noseći opatijsku kapicu. Student je elektrotehnike.

## Klupska karijera
Tijekom mlađih juniorskih dana prešao je u VK Primorje EB iz Rijeke. U riječkom klubu godinama je bio najbolji strijelac, a u sezoni 2024./'25. bio je najbolji hrvatski strijelac i ukupno drugi strijelac Premier lige sa 66 golova iz 22 utakmice.
Pod njegovim vodstvom, Primorje EB ostvarilo je značajne uspjehe: nastup u finalu Eurokupa protiv Jug Adriatic Osiguranja, treće mjesto u državnom prvenstvu u dvije sezone, te plasman iz regionalne A1 lige u elitnu Premier ligu.

## Reprezentativna karijera
Izbornik Ivica Tucak prvi ga je put pozvao u prosincu 2021. na širi popis hrvatske reprezentacije. Nakon toga je bio na širem popisu prije godinu dana, ali nije bio pozivan na pripreme početkom 2024. godine niti je nastupao na Svjetskom kupu.
Uvrštenje u konačni popis od 15 igrača za Svjetsko prvenstvo u Singapuru 2025. predstavlja prvi nastup na velikom turniru za njega. Njegov poziv označava četvrtog predstavnika VK Opatija u seniorskoj reprezentaciji, nakon Nikole Frankovića, Gorana Volarevića i Danijela Premuša. Također je treći Opatijac koji je odijevao kapicu hrvatske vaterpolske reprezentacije.